# 朴镇淳
朴镇淳（韓語：박진순，1897年—1938年3月19日），韩国学者、记者，朝鲜共产党领导人。

## 生平
朴镇淳毕业于俄国中学，1918年参加苏昌矿山镇的游击战活动。1919年由李东辉派遣代表韩人社会党前往莫斯科，在《共产国际》上发表文章，曾入选共产国际执行委员会。1920年10月参见在鄂木斯克召开的全俄韩国人大会。1922年至1925年在莫斯科大学学习。1925年后参加天道教群众运动，加强了其左翼组织，并促使其与农民国际建立联系。
1937年12月15日被捕。1938年3月19日，因参加破坏和恐怖组织的罪名被苏联最高法院军事审判庭判处死刑并于当日处决。1956年7月平反。